# Nanboshan
Nanboshan (kinesiska: 南博山镇, 南博山) är en köping i Kina. Den ligger i provinsen Shandong, i den östra delen av landet, omkring 92 kilometer öster om provinshuvudstaden Jinan. Antalet invånare är 18514. Befolkningen består av 9 148 kvinnor och 9 366 män. Barn under 15 år utgör 11,0 %, vuxna 15-64 år 74 %, och äldre över 65 år 14,0 %.
Genomsnittlig årsnederbörd är 865 millimeter. Den regnigaste månaden är juli, med i genomsnitt 304 mm nederbörd, och den torraste är januari, med 8 mm nederbörd.